# 珀爾巴克蒂火山
珀爾巴克蒂火山是印度尼西亞的火山，位於爪哇島薩拉火山以西，行政方面由西爪哇省負責管轄，海拔高度1,699米，南面和東南面側翼有火山噴氣孔和溫泉。